# EG Близнецов
EG Близнецов (лат. EG Geminorum) — двойная затменная переменная звезда типа Алголя (EA) в созвездии Близнецов на расстоянии (вычисленном из значения параллакса) приблизительно 3 262 световых лет (около 1 000 парсек) от Солнца. Видимая звёздная величина звезды — от +13,4m до +12,2m. Орбитальный период — около 1,2734 суток.

## Характеристики
Первый компонент — белая звезда спектрального класса A5.
Второй компонент — жёлтый субгигант спектрального класса G7IV.